# Ǵoko Hadžievski
Ǵoko Hadžievski (in serbo Ѓоко Хаџиевски?; Bitola, 31 marzo 1955) è un allenatore di calcio macedone, fino al 1992 jugoslavo, tecnico dell'Hajer.

## Carriera
CT di Macedonia e Azerbaigian, Hadžievski ha ottenuto successi di rilievo alla guida del Vardar (4 campionati e 2 coppe nazionali in patria). Ha allenato per molti anni all'estero, vincendo una Supercoppa del Giappone nel 2000 con il Jubilo Iwata e un campionato in Azerbaigian alla guida del FK Baku (2009). Ha guidato formazioni di Bulgaria, Serbia, Grecia, Cipro, Arabia Saudita ed Emirati Arabi Uniti.

## Palmarès
- Campionato macedone: 4

Vardar: 1992-1993, 1994-1995, 2001-2002, 2002-2003
- Coppa di Macedonia: 2

Vardar: 1992-1993, 1994-1995
- Supercoppa del Giappone: 1

Jubilo Iwata: 2000
- Campionato azero: 1

FK Baku: 2008-2009